# A Föld és élete
A Föld és élete, alcímén Világrészek, országok, emberek egy 20. század első felében megjelent magyar nyelvű enciklopédikus jellegű földrajztudományi mű, egyike a valaha megjelent legnagyobb terjedelmű (magyar nyelvű) ilyen műveknek.

## Története
Cholnoky Jenő a 19. század vége óta írt kisebb-nagyobb földrajzi cikkeket, tanulmányokat, monográfiákat. Nagyobb szabású műve volt az 1906-ban, A Műveltség Könyvtára című sorozatban megjelent, 658 oldalas A Föld multja, jelene és felfedezésének története. Bizonyos áttekintést már ez is adott a kontinensekről, azonban nem ország szerint lebontva. 1917-ben nekifogott egy nagy földrajzi enciklopédia elkészítésének (A föld és népei. Népszerű földrajzi kézikönyv), ám ebből csak az I. rész készült el Amerika címen 768 oldalon.
Később ismét nekifogott a nagy munka elkészítésének, azonban az csak 20 évvel később, 1936–1937-ben láthatott napvilágot A Föld és élete – Világrészek, országok, emberek névvel.

## Jellemzői
Cholnoky egymaga írta meg munkáját, amely végül nagy alakú papírra (27 x 18 cm) nyomott, 6 kötetes sorozat lett. Teljes terjedelme nem kevesebb, mint 3602 oldalas. Kiadója a korszak neves vállalta, a Franklin Irodalmi és Nyomdai Rt. lett. A Föld és élete nem tekinthető kifejezetten szaktudományi munkáknak (lábjegyzeteket a szerző nem is használ), inkább egyfajta népszerű–ismeretterjesztő enciklopédiának minősül.
A műben Cholnoky szisztematikusan bemutatta a Föld különböző kontinenseit, beleértve azok általános földrajzi szerkezetét, állat- és növényvilágát, éghajlatát, országait, népeit. A kontinensek végeztével, az 5. kötet végére részletes, 21 oldalas (479–500. o.) irodalomjegyzék készült – de ezzel nem zárult le a sorozat, mert a szerző még egy egész (6.) kötetet szentelt Magyarországnak is. Ez egyébként külön is megjelent, vörös színű borítóval.
A kiadó odafigyelt arra, hogy a mű formailag is megállja a helyét más kiadványokkal szemben. Ezért számos fekete-fehér fényképet, térképet, táblázatot helyeztek el benne.
A mű jelenleg (2021) nem rendelkezik reprint kiadással. Elektronikus formában a Magyar Nemzeti Digitális Archívum (MANDA) tette elérhetővé (az egyes hivatkozásokat lásd a táblázatban).

## Díszítése
A kötetek sötétkék vászonkötésben jelentek meg. Az elülső borító közepén felül arany színű kapitális betűkkel a sorozatcím, alatta a szerző neve szerepelt. A borító aljára egy arany színű, stilizált asztali földgömb került. A borító széleire aranyozott, több vékony csíkból álló keret készült. A gerincet ugyancsak aranyozott díszítéssel látták el, alul-felül vízszintes csíkokkal, felső részen arany mezőben kék betűkkel a sorozat nevével, egyéb területeken kontinensek aranyozott körvonalaival.

## Kötetbeosztás
A sorozat kötetei a következők voltak:
| Kötetszám | Kötetcím                             | Oldalszám | Elektronikus elérhetőség |
| --------- | ------------------------------------ | --------- | ------------------------ |
| I.        | Európa                               | 738       | MANDA                    |
| II.       | Ázsia                                | 657       | MANDA                    |
| III.      | Afrika                               | 518       | MANDA                    |
| IV.       | Amerika                              | 612       | MANDA                    |
| V.        | Ausztrália, Oceánia és a Sarkvidékek | 548       | MANDA                    |
| VI.       | Magyarország földrajza               | 529       | MANDA                    |